# Aston End
Aston End – wieś w Anglii, w hrabstwie Hertfordshire. Leży 13 km na północny zachód od miasta Hertford i 44 km na północ od centrum Londynu.